# Vaterpol'nyj klub Sintez 1974
Il Vaterpol'nyj klub Sintez 1974 è un club pallanuotistico russo, con sede nella città di Kazan'.

## Storia
Il club nasce nel novembre 1974, anche se nei decenni precedenti esistevano appassionati di pallanuoto nella città di Kazan' che si dedicavano a tale sport, qui introdotto dal greco Anatoly Panaioti che nel 1950 guidò una prima squadra ai giochi sovietici a Leopoli.
Nel 1975 il Sintez viene ammesso per la prima volta nel massimo campionato russo: tra gli artefici di questo successo e di quelli successivi si ricordano Vjačeslav Sacharov (il primo allenatore del club), Aleksej Černych (il primo capitano) e Valerij Luljuch (allenatore per 20 anni dal 1975 al 1995). Nel 1977 il Sintez si qualificò al secondo posto nel campionato russo e tale successo fu suggellato dalle convocazioni nella selezione russa di cinque giocatori del club per i campionati sovietici. Lo stesso anno la squadra giovanile vinse i giochi sovietici giovanili.
Nel 1980 la squadra ottenne il primo titolo nazionale mentre la squadra giovanile si affermò per la seconda volta. Il successo della squadra maggiore fu poi replicato nel 1985 e ancora nel 1989.
Entrato ormai nell'élite della pallanuoto russa, il Sintez Kazan ottenne il diritto a partecipare alle coppe europee. Seguono anni di stallo, fino al ritorno al successo nel 2006 e 2007, anni in cui il club conquistò ben tre titoli, i due campionati nazionali disputati e una Coppa LEN (2007), sfiorata l'anno precedente dopo essere stato sconfitto solo nella finale dalla Leonessa Brescia. Nel 2007 è finalista in Supercoppa LEN e nel 2015 in Coppa LEN.

## Palmarès

### Trofei nazionali
- Campionato russo: 6

2007, 2020, 2021, 2022, 2024, 2025
- Coppa di Russia (pallanuoto maschile): 1

2005

### Trofei internazionali
- Coppe LEN: 1

2006-07

## Rosa 2021-2022
| N° |                   | Ruolo | Giocatore         |
| -- | ----------------- | ----- | ----------------- |
|    | Russia (bandiera) | P     | Evgeny Kostrov    |
|    | Russia (bandiera) | P     | Igor Chirkov      |
|    | Russia (bandiera) |       | Adel Aukhadeev    |
|    | Russia (bandiera) |       | Kirill Badiarov   |
|    | Russia (bandiera) |       | Azat Ganiev       |
|    | Russia (bandiera) |       | Askar Iarullin    |
|    | Russia (bandiera) |       | Daniil Ivanov     |
|    | Russia (bandiera) |       | Adel' Latypov     |
|    | Russia (bandiera) |       | Askar Makhiyanov  |
|    | Russia (bandiera) |       | Zamir Mirziev     |
|    | Russia (bandiera) |       | Ruslan Savvin     |
|    | Russia (bandiera) |       | Vladislav Sergeev |
|    | Russia (bandiera) |       | Rail Tazeev       |

| N° |                   | Ruolo | Giocatore              |
| -- | ----------------- | ----- | ---------------------- |
|    | Russia (bandiera) |       | Nazim Zigangirov       |
|    | Russia (bandiera) |       | Nikolaj Lazarev        |
|    | Russia (bandiera) |       | Ivan Suchkov           |
|    | Russia (bandiera) |       | Artëm Odincov          |
|    | Russia (bandiera) |       | Daniil Pronin          |
|    | Russia (bandiera) |       | Nikita Dereviankin     |
|    | Russia (bandiera) |       | Igor Bychkov           |
|    | Russia (bandiera) |       | Emil Zinnurov          |
|    | Russia (bandiera) |       | Egor Vasilev           |
|    | Russia (bandiera) |       | Aleksej Ryžov-Aleničev |
|    | Russia (bandiera) |       | Sergej Lisunov         |
|    | Russia (bandiera) |       | Roman Shepelev         |